# Ives Serneels
Ives Serneels (Bonheiden, 16 oktober 1972), bijnaam Serre , is een Belgisch voetbaltrainer en voormalig voetballer. Van 2011 tot 2025 was hij bondscoach van het Belgisch vrouwenvoetbalelftal.
Serneels was als speler ofwel verdedigende middenvelder ofwel centrale verdediger en trad geregeld op als libero. Hij speelde op het hoogste niveau in België voor K. Lierse SK, waarmee hij in 1997 landskampioen werd, en voor KVC Westerlo, waarmee hij in 2001 de Beker van België won.

## Clubcarrière
Ives Serneels, een Vlaams-Brabander, kwam vooral bekend te staan als centrale verdediger bij K. Lierse SK (1990–1999), waarmee hij in 1997 op verrassende wijze Belgisch landskampioen werd onder leiding van Eric Gerets en vergezeld van zijn collega-verdedigers David Brocken (aanvoerder), Eric Van Meir en Nico Van Kerckhoven. Serneels en zijn ploegmaats hielden vrij ruim Club Brugge af in de klassering. In augustus dat jaar werd ook de Supercup gewonnen tegen bekerwinnaar Germinal Ekeren. Serneels werd zowat onmisbaar bij Lierse. Uiteindelijk speelde hij 210 wedstrijden voor de Kempense club. 
In 1999 vertrok hij naar KVC Westerlo, waar hij met verdediger Frank Machiels en aanvoerder Rudi Janssens de lijnen uitzette. In 2001 won hij met Westerlo – en dat onder leiding van Jan Ceulemans – de Beker van België 2000–01: men versloeg Lommel SK in de finale. Serneels begon op de bank en viel na 85 minuten in voor spits Vedran Pelić, wat een tactische wissel van Ceulemans was. In 2002 verliet Serneels de club voor één seizoen bij FC Denderleeuw Eendracht Hekelgem. Hierna deed hij er bij Dessel Sport nog een jaartje bij, alvorens definitief te stoppen als voetballer in 2004.
Serneels speelde elf interlands voor verscheidene Belgische nationale jeugdteams.

## Trainerscarrière
Ives Serneels bouwde na zijn carrière als voetballer een trainerscarrière uit. Tussen 2003 en 2006 had hij de sportieve leiding bij KFC Dessel Sport, aanvankelijk ook als speler-trainer. In 2007 was hij even trainer van Berchem Sport. Nadien werd hij jeugdcoördinator voor Lierse SK en vulde deze functie twee jaar in. In 2010 werd Serneels trainer van de vrouwenploeg van Lierse SK.
Serneels werd in 2011 door de Belgische voetbalbond aangesteld als bondscoach van het Belgisch vrouwenvoetbalelftal. In 2017 namen de Red Flames voor een eerste keer deel aan een Europees kampioenschap. België was in gastland Nederland na de voorrondes uitgeschakeld met enkel winst tegen Noorwegen in drie interlands. Op het EK 2022 in Engeland bereikte de Belgische vrouwenploeg de kwartfinales. Na mindere resultaten werd Serneels op 17 januari 2025 ontslagen door de voetbalbond.

## Erelijst
| Competitie             |        |         |        |        |
| Competitie             | Aantal | Jaren   |        |        |
| Lierse                 | Lierse | Lierse  | Lierse | Lierse |
| ---------------------- | ------ | ------- | ------ | ------ |
| Belgisch landskampioen | 1x     | 1996/97 |        |        |
| Belgische Supercup     | 1x     | 1997    |        |        |
| KVC Westerlo           |        |         |        |        |
| Beker van België       | 1x     | 2000/01 |        |        |